# 李伯喜
李伯喜（1923年2月2日—2015年2月10日），越南共和国军队陆军准将。2015年2月10日逝世。

## 生平
李伯喜1923年2月2日出生於越南南部芹苴的一個富裕地主家庭。1943年，他畢業於芹苴的法國高中，獲得半文憑（第一部分）。在參軍之前，他曾是一名商人。

### 越南國軍
1950年9月底，動員令執行後，李伯喜加入了作爲法蘭西聯盟軍隊一部分的越南國軍，編號：43/101.761。

## 著作
- 我在越南再教育的4584天（Mes 4584 jours de reéducation au Vietnam）[1][2]